# جوناثان لوندبيرغ
جوناثان لوندبيرغ (بالسويدية: Jonathan Lundberg)‏ (27 أكتوبر 1997 بالسويد - ) هو لاعب كرة قدم سويدي في مركز الهجوم.

## وصلات خارجية
- جوناثان لوندبيرغ على موقع اتحاد السويد (السويدية)
- جوناثان لوندبيرغ على موقع قاعدة بيانات كرة القدم.إي يو (الإنجليزية)
- جوناثان لوندبيرغ على موقع Soccerway.com (الإنجليزية)